# Platinum (後藤沙緒里のアルバム)
『platinum』（プラチナ）は、後藤沙緒里の2作目のミニアルバム。2005年11月23日、KONAMIより発売された。

## 収録曲
1. sweet♡fighter
  - 作詞：さくら、作曲：浅井裕子、編曲：河越重義・浅井裕子
2. Shall we enjoy X'mas?
  - 作詞：さくら、作曲・編曲：酒井ミキオ
3. 生まれたてのように
  - 作詞：さくら、作曲・編曲：酒井ミキオ
4. 春いちばん
  - 作詞：さくら、作曲：酒井ミキオ、編曲：山崎淳
5. 月天心
  - 作詞：後藤沙緒里、作曲：酒井ミキオ、編曲：山崎淳
6. 卒業
  - 作詞・作曲・編曲：酒井ミキオ
7. Snow Dust〜真昼の星〜
  - 作詞：さくら、作曲：浅井裕子、編曲：浅井裕子・河越重義